# Czas ucieka
Czas ucieka lub Zdążyć przed czasem (tytuł oryg. Am zin) – hongkoński film sensacyjny w reżyserii Johnniego To, którego premiera odbyła się 23 września 1999 roku.
Film zarobił 356 158 dolarów singapurskich w Singapurze.
Film oraz jego obsada byli nominowani do nagród w 8 kategoriach i zdobyli nagrody w 5 kategoriach.

## Fabuła
Mężczyzna o imieniu Cheung pewnego dnia dowiaduje się, że jest ciężko chory i że pozostało mu nie więcej jak 4 tygodnie życia. Mężczyzna nie ma już nic do stracenia, więc zaczyna prowadzić ryzykowną grę z lokalnym policjantem. Cheung świadomie chce wykorzystać policjanta do kradzieży cennego naszyjnika. Wkrótce pomiędzy przestępcą i policjantem zaczyna rodzić się przyjaźń. 

## Obsada
Źródło: Filmweb

- Andy Lau – Cheung
- Sean Lau – inspektor Ho Sheung-Sang
- Benz Hui – inspektor Wong
- Yoyo Mung – Leung Yuen Ting
- Ruby Wong – współpracowniczka rządu Wielkiej Brytanii
- Robert Sparks – szef gangu
- Waise Lee – Łysy
- Lam Suet – opryszek